# باول راي
باول راي هو سياسي أمريكي، ولد في 25 أكتوبر 1966 في بيرو في الولايات المتحدة. نشط حزبياً في الحزب الجمهوري. وقد انتخب عضو مجلس نواب ولاية يوتا ‏.